# Loggia del Mare
La Loggia del Mare, o in catalano Llotja de Mar, in spagnolo Lonja de Mar, è un edificio situato nel Paseo de Isabel II, nel distretto di Ciutat Vella di Barcellona, in Catalogna, Spagna. 
Precedentemente era luogo di incontro dei mercanti della città, ed era destinato alla contrattazione. L'edificio attuale, neoclassico del XVIII secolo, è il successore di altri edifici più antichi come il vecchio edificio medievale, uno dei migliori edifici civili gotici a due piani del Mediterraneo.

## Storia

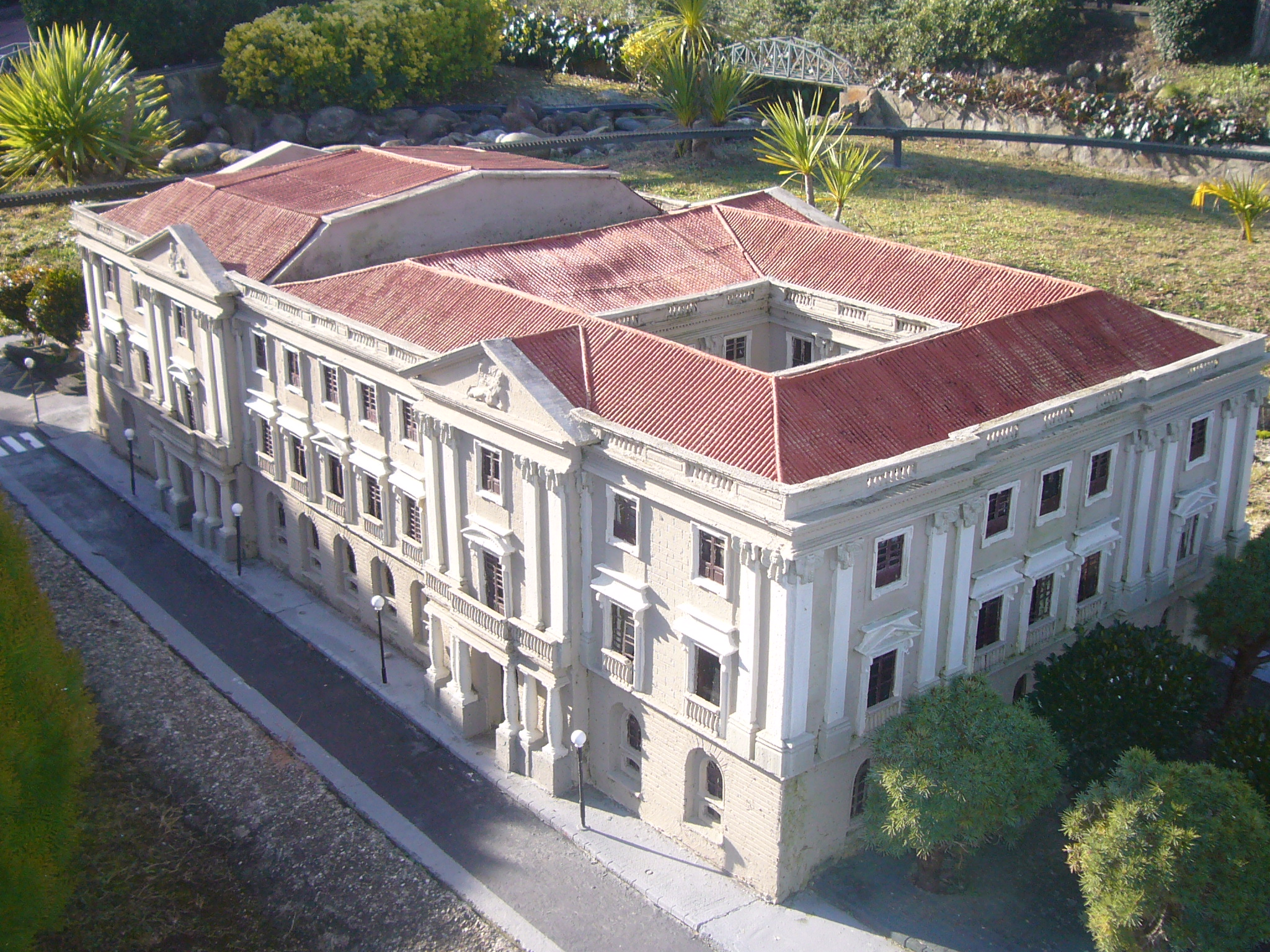
Riproduzione in miniatura dell'edificio nel parco Catalunya en Miniatura.

Pere Llobet innalzò un portico, tra il 1352 e il 1357, accanto alla spiaggia, nel luogo in cui, forse, ce n'era uno precedente. Più tardi, nel 1358, venne aggiunta una cappella. Questa costruzione, che probabilmente rimase incompiuta, divenne presto piccola e Pietro il Cerimonioso autorizzò la costruzione di un grande ambiente chiuso (presente tuttora) che doveva proteggere i commercianti dall'inclemenza del tempo e dagli effetti del mare.
Pere Arvei fu l'architetto incaricato di dirigere i lavori, che durarono dal 1384 al 1397. Si trattava di una grande sala a tre navate separate da arcate semicircolari sostenute da colonne. Il tetto era in legno. Anche se dal 1397 era in uso, in seguito vennero aggiunti altri edifici, come il piano superiore dove si trovava il Consulado del Mar (1457-1459), costruito sotto la direzione di Marc Safont. Aveva un patio e una piccola cappella, costruita tra il 1452 e il 1453.
In occasione del matrimonio dell'Arciduca Carlo d'Austria con la principessa Elisabetta Cristina di Brunswick, il Palau de la Llotja de Mar fu sede, il 2 agosto 1708, della prima opera italiana in Catalogna: Il più bel nome ("El más bello nombre"), del compositore veneziano Antonio Caldara.
Nel 1714 l'edificio venne trasformato in caserma e venne poi recuperato dalla governo della città che decise di ammodernarlo affidandolo a Joan Soler i Faneca. I lavori si svilupparono tra il 1774 e il 1802, a cura degli architetti Tomàs Soler i Ferrer, figlio di Soler Faneca,  e Joan Fàbregas. Questa espansione include la parte esterna che copre interamente la primitiva costruzione gotica (Saló de Contractacions), le sale neoclassiche della Junta de Comercio e il patio dove si trova la fonte Nettuno di Nicolau Travé.
Dal 1775 vi si stabilì la Escuela Gratuita de Diseño, che diede poi luogo alla Escuela de Artes y Oficios de Barcelona (conosciuta come Escola de la Llotja) e la Reial Academia Catalana de Belles Arts de San Jordi, che occupa ancora la parte alta dell'edificio, anche se la scuola non è più qui.
Fu per molti anni sede della Borsa di Barcellona. Attualmente lo è della Cambra Oficial de Comerç, Indústria i Navegació de Barcelona e della Reial Acadèmia de Belles Arts de Sant Jordi, che conserva un'importante raccolta d'arte.

## Edificio

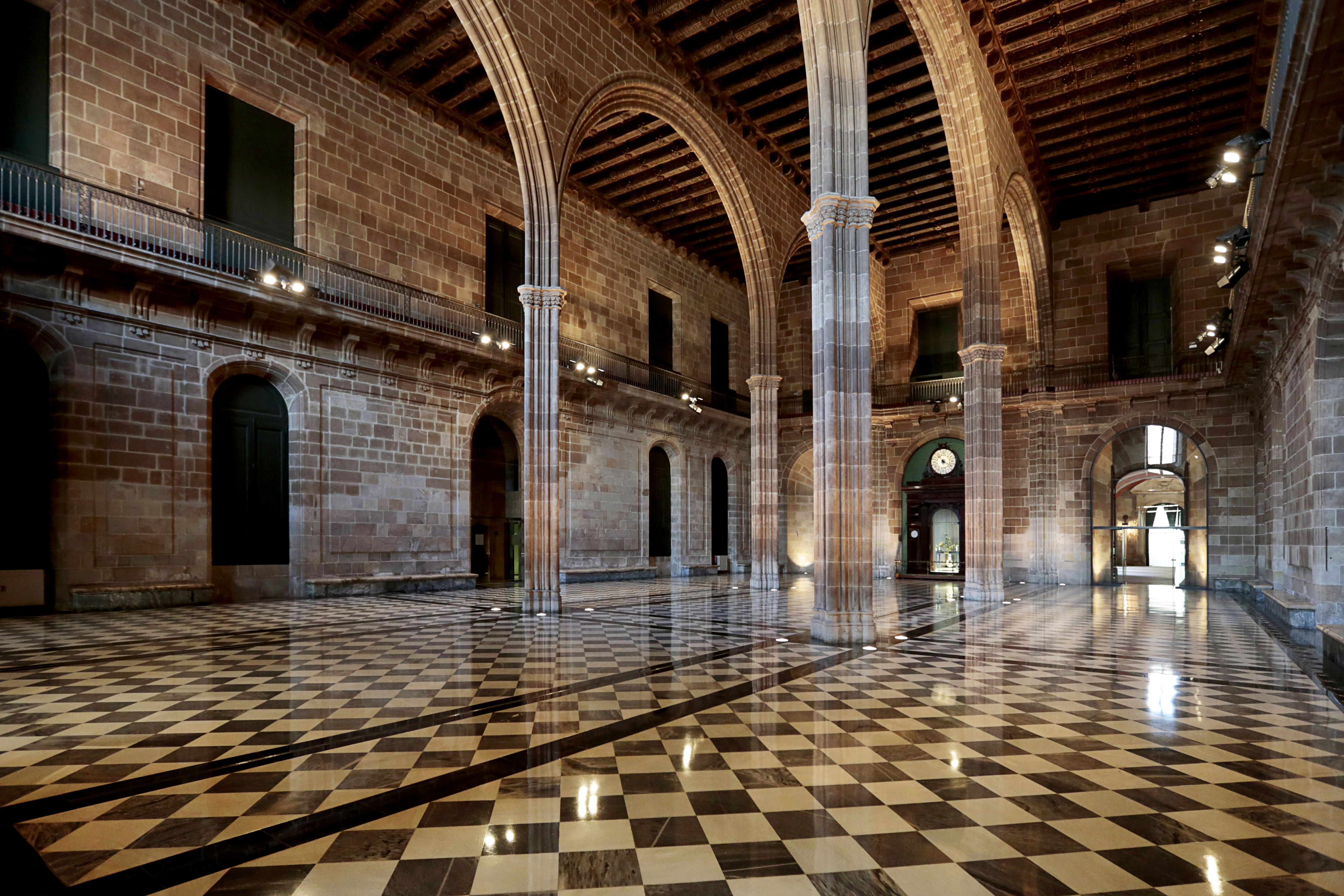
Saló de la Contractació.

La costruzione è alta 22 metri e sulla facciata presenta quattro frontoni ad evidenziare l'importanza, all'epoca, della strada sulla quale si trova l'edificio: al momento dell'inaugurazione non esisteva ancora il Paseo de Isabel II, occupato dalla Muralla de Mar.
Risale al medioevo il Saló de la Contractació, una grande sala alta 14 metri, con quattro colonne e sei archi che sostengono il pavimento in legno del piano superiore. Nei pennacchi delle arcate si possono osservare le insegne alternate del re e della città, poiché l'edificio venne costruito su iniziativa di Pietro IV d'Aragona e del Consiglio dei Cento.
L'edificio moderno è l'opera più importante del neoclassicismo a Barcellona, sottolineata nel trattamento delle facciate, dal patio e dalla splendida scala in pietra. Il patio e la scala sono decorati con diverse sculture: in evidenza la Fontana del Nettuno di Nicolau Travé, alla cui base sono due sirene di Antoni Solà; negli angoli del patio ci sono quattro nicchie con allegorie dei continenti, Europa e Asia di Josep Bover e Africa e America di Manuel Olivé; infine, ai piedi della scala ci sono due allegorie Commercio e industria di Salvador Gurri.
Alcune sale del piano nobile mantengono le decorazioni dell'epoca e conservano numerose opere d'arte. Tra queste spicca il Saló Daurat, la scultura Lucrezia di Damià Campeny, una delle grandi opere della scultura neoclassica europea.
L'edificio è stato sede del Consolat del Mar e della Real Junta Particular de Comercio de Barcelona, tra le altre istituzioni. Nel 2016 è la sede corporativa della Cambra Oficial de Comerç, Indústria i Navegació de Barcelona.
Nel piano superiore si trova la Reial Acadèmia de Belles Arts de Sant Jordi, con un importante museo di opere d'arte, specialmente del XVIII e XIX secolo.

## Galleria d'immagini

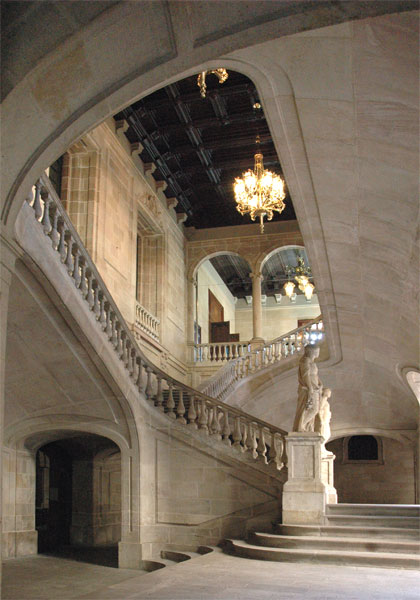
Scalone neoclassico
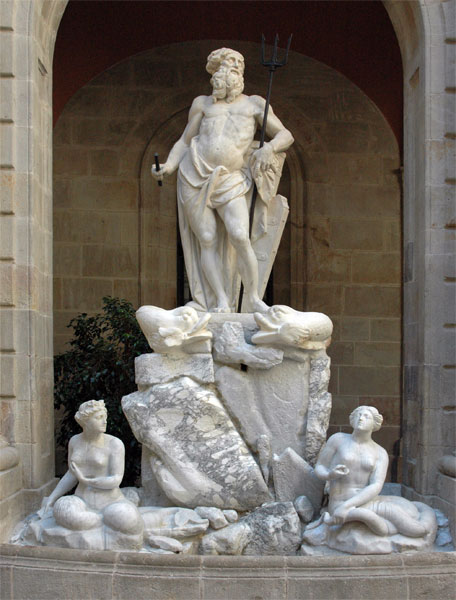
Fontana di Nettuno
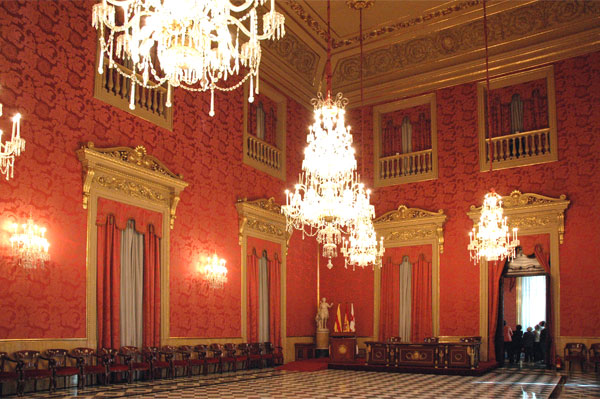
Salone Dorato
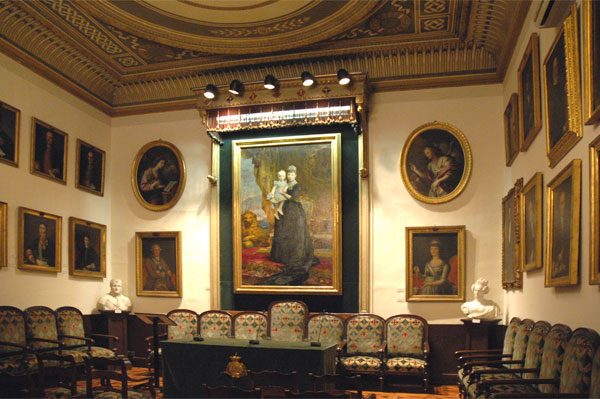
Real Accademia de Belle Arti
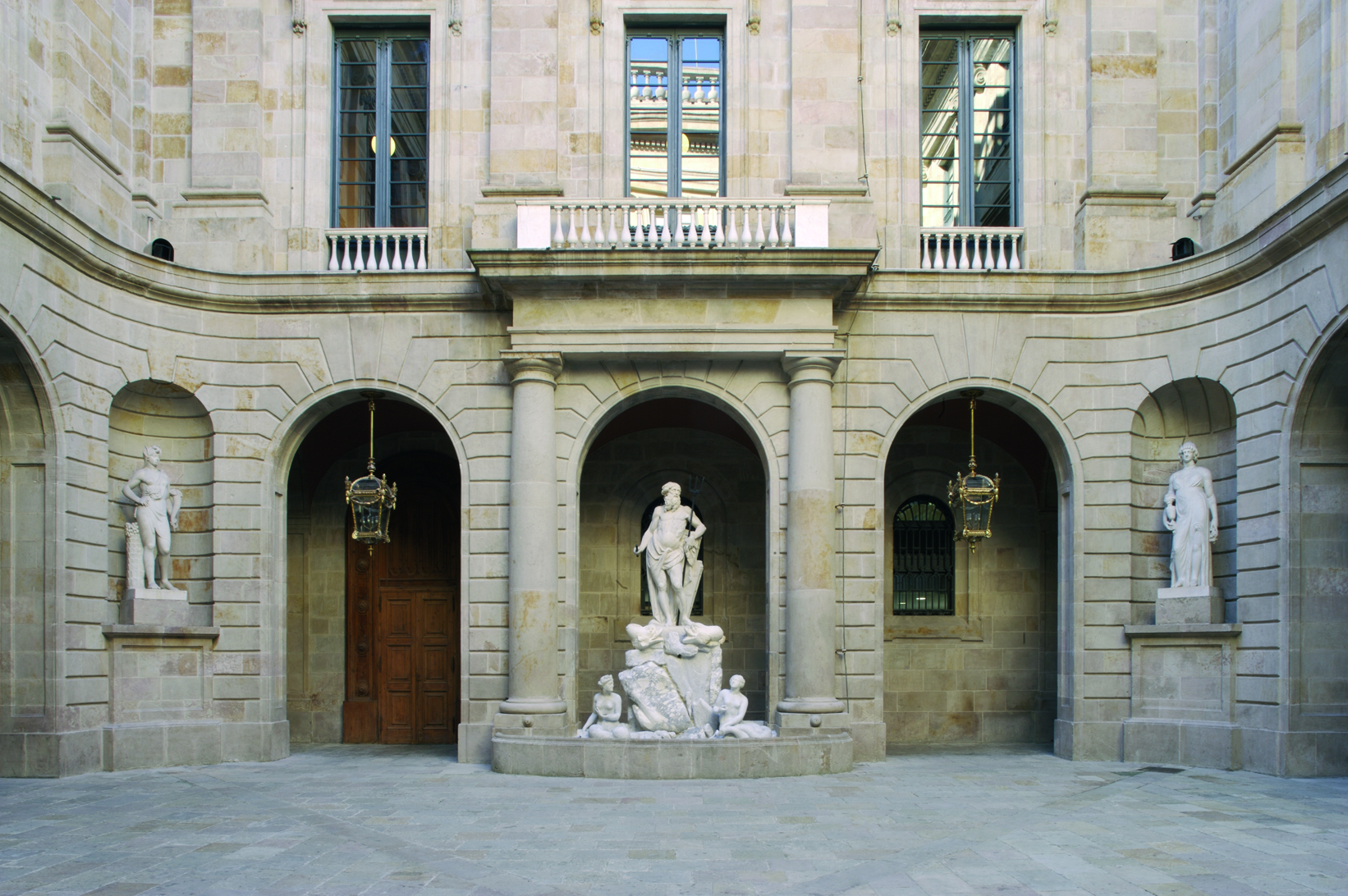
Cortile della loggia
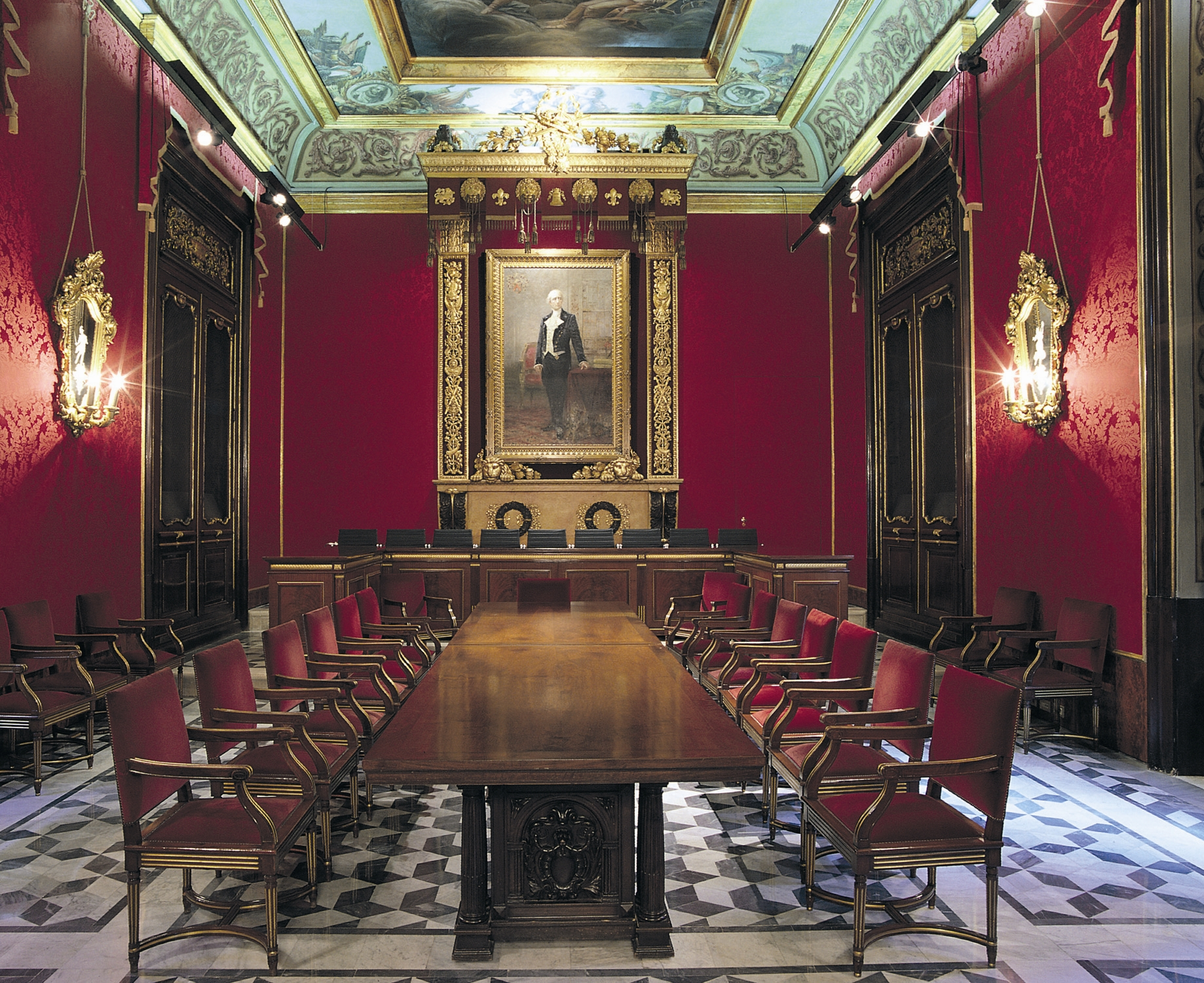
Sala del consolato marittimo